# Justin Hoyte
Justin Raymond Hoyte (* 20. November 1984 in Leytonstone, Greater London) ist ein englischer Fußballspieler, der beim FC Millwall unter Vertrag steht. Er ist primär rechter Verteidiger, spielte beim FC Arsenal aber vorrangig auf der linken Seite. Zudem kann er auch in der Innenverteidigung agieren.

## Laufbahn
Hoyte war seit seinem neunten Lebensjahr beim FC Arsenal und wurde im Mai 2003 Profi. Sein Debüt in der Premier League gab er beim Heimspiel gegen den FC Southampton am 7. Mai 2003. Arsenal gewann damals mit 6:1. In der Saison 2005/06 war er an den AFC Sunderland ausgeliehen, für den er 27 Premier-League-Spiele absolvierte und (gegen Newcastle United im April 2006) ein Tor erzielte.
Sein erstes Tor für Arsenal erzielte er am 2. Januar 2007 im Heimspiel gegen Charlton Athletic – das erste Tor eines Engländers für die Gunners in ihrem neuen Emirates Stadium. Am 14. August 2008 wurde Hoytes Wechsel für eine Ablösesumme in Höhe von drei Millionen Pfund zum FC Middlesbrough verkündet, wobei er dort vorrangig die Lücke füllen sollte, die durch den Weggang des zu Aston Villa abgewanderten Luke Young entstanden war.
Hoyte absolvierte zwischen 2004 und 2007 für die englische U-21-Auswahl insgesamt 18 Partien und kam im November 2006 gegen die niederländische Nachwuchsmannschaft zu seinem einzigen Tor.